# Regalbuto
Regalbuto település Olaszországban, Szicília régióban, Enna megyében. Lakosainak száma 6724 fő (2024. június 14.). Regalbuto Agira, Centuripe, Randazzo, Catenanuova, Gagliano Castelferrato, Troina és Adrano községekkel határos.

## Népesség
A település lakossága az elmúlt években az alábbi módon változott:
| Lakosok száma | 7233 | 7190 | 6664 | 6724 |
|               | 2017 | 2018 | 2023 | 2024 |